# Рафаел Бобан
Рафаел Ранко Бобан е член на хърватския усташки режим през Втората световна война и командир на черния легион.

## Биография
Бобан е роден в Совичи, близо до Груде. Емигрира от Югославия през 1932 и по това време се среща и присъединява към Анте Павелич. Завръща се в Хърватия същата година и взима участие в неуспешното Велебитско въстание.
След смъртта на Юре Францетич, Бобан става командир на черния легион.
Към края на войната става и домобрански генерал. След това избягва съм Австрия и емигрира в САЩ. По-късно служи като тактически инструктор на малки единици през Корейската война.
Бобан е награден с почетната титла Витез (рицар) и титлата често върви с неговото име. Улица в центъра на Груде е наречена на негово име